# Patanothrix skevingtoni
Patanothrix skevingtoni är en tvåvingeart som beskrevs av Winterton, Yang, Wiegmann och Yeates 2001. Patanothrix skevingtoni ingår i släktet Patanothrix och familjen stilettflugor. Inga underarter finns listade i Catalogue of Life.